# Familienplatzierungs-Organisation
Familienplatzierungs-Organisationen (FPO) sind private Organisationen bzw. freie Träger in der Schweiz, die im Auftrag von staatlichen Stellen Kinder in Pflegefamilien platzieren und weitere Dienstleistungen im Rahmen der Platzierung anbieten. Damit nehmen sie grossen Einfluss auf die Entwicklung von fremdplatzierten Kindern und Jugendlichen. FPO erbringen in der Regel Dienstleistungen für fremduntergebrachte Kinder, zuweisende Stellen, Pflegefamilien und Herkunftsfamilien der Kinder.
Durch die Tagespauschalen werden im Regelfall mindestens folgende Dienstleistungen finanziert: Rekrutierung von Pflegefamilien, Vermitteln von Pflegeplätzen, Dienstleistungen für Pflegefamilien und Kinder.
Für FPO kursieren folgende Synonyme: Heim mit assoziierten Plätzen, institutionell vernetzte Pflegeplätze, Time-out-Organisation, heimähnliche Organisation, Vermittlungsorganisation, Pflegefamilien als dezentrales Heim, Organisationen zur Vermittlung von Pflegekindern, Netzwerk-Organisation.

## Verbreitung
Die ersten FPO entstanden in den 1990er Jahren. Integras, Fachverband Sozial- und Sonderpädagogik, schätzt, dass in der Deutschschweiz heute rund 70 FPO tätig sind. In der französisch- und italienischsprachigen Schweiz sind kaum FPO bekannt. Es ist keine Statistik bekannt, die Auskunft darüber gibt, wie viele Kinder durch FPO in Pflegefamilien platziert werden.

## Gesetzliche Grundlagen
Per 1. Januar 2013 trat die neue Pflegekinderverordnung (PAVO) in Kraft, mit welcher die zuvor fehlende Aufsicht der FPO eingeführt wurde. Einige Kantone gehen über die geforderte Aufsicht hinaus und haben eine Bewilligungspflicht für FPO eingeführt (z. B. GR, ZG, BE).

## Kontroverse
Vor der Einführung der neuen Pflegekinderverordnung (PAVO) wiesen kritische Stimmen auf die fehlenden gesetzlichen Bestimmungen für FPO hin. Mit der neuen PAVO wurde diese Lücke geschlossen. Die Aufsicht beschränkt sich vor allem auf strukturelle überprüfbare Anforderungen. Für FPO, welche ihre fachliche qualitative Arbeit zertifizieren möchten, bietet Integras ein Zertifizierungsverfahren Label FPO an.